# Suprem Tribunal de Justícia de São Tomé i Príncipe
El Suprem Tribunal de Justícia de São Tomé i Príncipe (portuguès: Supremo Tribunal de Justiça) o Suprema Cort de Justícia Santomenca és la més alta autoritat jurídica de São Tomé i Príncipe situat a la capital del país São Tomé i està situat a l'Avenida Marginal 12 de Julho. Està situat al costat de la plaça de la ciutat.
El tribunal actua tant com Tribunal Suprem i com a tribunal constitucional. Els seus jutges són nomenats per l'Assemblea Nacional de São Tomé i Príncipe, el seu president actual és Silvrestre da Fonseca Leite.
El seu edifici és d'arquitectura neoclàssica colonial portuguesa. Té dues cobertes vermelles a cada costat, façana ricament decorada, un porxo que domina la part frontal. L'exterior de la porta d'entrada és gris i té una sola porta als altres quatre i està pintada de color negre, entremig hi ha un total de quatre finestres. A la terrassa del segon pis hi ha quatre finestres, les dues a cada costat són dues finestres amb una porta al centre. L'exterior avui està pintat de color rosa i en els seus rims estan de color blanc, al mig hi ha dues línies blanques.
En l'època colonial i provincial, va ser usat com a tribunal colonial fins a 1974. Des de 1975, és el tribunal nacional.